# 環境化学
環境化学（かんきょうかがく、英語：environmental chemistry）とは、自然界で発生する、化学的または生化学的な現象を研究分野とする科学である。水圏化学（aquatic chemistry）、土壌化学（soil chemistry）は環境化学の一分野である。一方、グリーンサスティナブルケミストリーは環境化学に含まれないが、しばしば混同される。

## 目的
環境化学の主要目的として、定量分析を用いることで、自然界の物質循環に関して化学的理解を深めることや、環境省などの団体が産業によって水質、土壌、大気が汚染されている実際の度合いを調査するための手法を提供することが挙げられる。藻の異常増殖や富栄養化に関わっている農耕地から水環境へ流出する窒素やリンの量を調査し、自然環境に重大な影響を与えるおそれのある窒素化合物の使用を抑制すべき地帯を特定するなど、環境アセスメントの策定にも役立っている。

## 人物
日本における有名な学者として、お笑いタレント、俳優、映画監督である北野武の兄、北野大がいる。